# 日本ハンドボール協会
公益財団法人日本ハンドボール協会（にほんハンドボールきょうかい、英: Japan Handball Association）は、日本におけるハンドボール競技界を統括し、代表する国内競技連盟である。略称JHA。

## 沿革
1931年に東京市会が『オリンピック東京招致案』を可決し、ハンドボールの実施も考慮されたため、1934年に日本陸上競技連盟内に日本送球協会創立準備委員会が設立された。委員長は平沼亮三。
1938年に日本送球協会が発足され、平沼亮三が初代会長に就任。
1942年4月に永井松三が2代目会長に就任。その後競技団体が全て大日本体育会に統括されたため、永井松三を部長とする大日本体育会送球部会となった。
1946年2月に日本送球協会復活準備委員会が結成され、4月に日本送球協会が復活した。9月には3代目会長に式場隆三郎が就任し、10月に公式呼称を「送球」から「ハンドボール」へ変更。
1950年に全日本選手権が復活。同年1月に第1回大会が行われた。
1951年10月に行われた第2回IHF総会（パリ）で日本の国際ハンドボール連盟(IHF)仮加盟が決定。
1952年9月15日の第4回IHF総会で国際ハンドボール連盟加盟が承認された。
1954年、全日本総合室内選手権初開催。
1957年に女子が7人制に一本化され、1963年に男子も7人制に一本化された。
1965年11月に式場会長が死去し、副会長の鈴木達雄（レナウン工業社長）が会長代理を引き受けていたが、1966年12月に理事長・高嶋洌の辞任による混乱が起こったため、「混乱を収めて軌道に乗せた上で、適格な人物に会長になってもらう責任が私（鈴木）にある」として、1967年2月に鈴木が4代目会長に就任。
鈴木会長就任時に行われた定例評議員会・全国理事会では、1968年11月にソビエト連邦・レニングラードで行われる第4回世界女子7人制世界選手権への参加を決めたが、渡辺和美副会長がスイスでハンス・バウマンIHF会長と会談した際に出場申し込みが行われていないことが発覚。渡辺副会長はIHFに再調査をお願いしたものの、1967年10月にIHFから「申し込み書未着」と報告された。日本協会の調査によると、渉外担当理事がIHFへ提出する出場申し込みの書類（締切は1967年7月31日）を発送し忘れていたという。その後日本協会はIHFに申し込み書を発送したが、1967年11月14日にIHFから「出場権復活拒否」が通達された。この問題から渉外担当の境井秀三常務理事が辞任、その後鈴木会長も辞意を表明した。1968年1月にIHFの厚意により世界選手権出場の承諾を得たが、同大会はプラハの春によって中止となった。
1969年2月に田村紡績社長の田村正衛が5代目会長に就任。全日本教職員ハンドボール連盟が発足し、日本協会へ加盟した。
1971年4月に自衛隊連盟が日本協会に加入。
1973年1月、前年に日本オリンピック委員会（JOC）と日本体育協会が「中華人民共和国の承認」の方針を発表したため、日本協会は「台湾との自主的交流は今後行わないが、世界選手権・オリンピックなどのアジア予選で台湾との対戦が避けられぬ場合は拒否することはない」と発表。
1974年にアジアハンドボール連盟（AHF）が発足したが、IHFはアジア地域を「極東」「近東」に分ける自案を主張し、日本協会に「AHFの会議に出席する必要はない」と通達。1976年1月にIHF代表者も出席したAHFの結成会議で「アジアは一つ」と決まり、AHFの規約が日本協会に届いた同年6月にAHFへ加盟申請を行った。
1977年2月の全国代議員会で田村会長が「新しい日本協会を建設するため、任期満了を機に会長のポストを辞したい」と退任を発表し、林達夫副会長が会長代行に就任。4月7日に新日本製鐵社長の斎藤英四郎が6代目会長に就任した。
1980年のモスクワ五輪では男子代表が出場権を手にしていたが、日本政府が大会不参加の意向をJOCに通告。日本協会の荒川清美理事長（JOC常任委員）は「あくまで参加」の意向を表明し、男子代表チーム・メンバーの発表を行っていたが、同年5月11日の日本協会全国理事会で「日本協会としては参加を希望するが、JOCの大勢が不参加の方に傾いたときはそれに従う」という方針に決定。5月24日に行われたJOC臨時総会での採決で「五輪不参加」に一票を投じた。
1980年6月に財団法人の設立許可を申請し、1981年3月11日に財団法人・日本ハンドボール協会の設立が文部省によって許可された。会長には斎藤英四郎がそのまま就任。
1995年2月の評議員会で米倉功が7代目会長に就任。斎藤前会長は名誉会長となった。
1997年に熊本県で男子世界選手権を開催。
2003年3月の臨時全国理事会で米倉会長が勇退の意向を示し、名誉会長に就任。渡邊佳英副会長（大崎電気工業代表取締役社長）が8代目会長に就任した。
2007年3月31日付けで全日本教職員ハンドボール連盟が退会。
2013年4月1日に公益財団法人に認定。
2015年6月に日本代表男子の選手8人がナショナルトレーニングセンターの禁煙区域で喫煙したことが発覚し、選手や岩本真典監督のほか、協会の川上憲太専務理事ら15人が厳重注意処分を受けた。さらに全国高校選抜大会（同年3月）で男子準々決勝のスコアを誤り、同大会の決勝戦が中止になったことから、川上専務理事ら4人が厳重注意処分を受けていたことも明らかになった。
2016年3月28日に市原則之副会長が辞任すると、5月14日に川上憲太専務理事が辞任。6月26日に元日本代表監督の蒲生晴明が副会長兼専務理事に就任した。
2017年6月24日に行われた評議会（本来役員改選を行う予定だった）で、渡邊佳英会長が蒲生晴明副会長兼専務理事の不適切な会計処理を指摘し、蒲生の解任を提案。蒲生副会長は「解任動議に法的根拠はない。任期満了になっちゃうから騒いでいる」と話していたが、第三者委員会の調査で指摘の内容が事実だったことが判明し、同年9月9日に渡邊会長と蒲生副会長が辞任。会計処理に関わった事務局長の契約も打ち切られている。その後は多田博副会長が会長代行を務め、10月22日に行われた評議会で新理事27人が選出された。渡邊と蒲生は理事候補に入っていたものの落選。10月29日に行われた理事会によって湧永製薬の社長である湧永寛仁を会長に選出した。
2019年に熊本県で女子世界選手権を開催。

## 主な大会
- 日本ハンドボール選手権大会
- 全日本社会人ハンドボール選手権大会
- 全国クラブハンドボール選手権大会
- 全日本学生ハンドボール選手権大会
- 全国高等専門学校ハンドボール選手権大会
- ジャパンオープンハンドボールトーナメント
- ハンドボール ジャパンカップ
- 春の全国中学生ハンドボール選手権大会
- 全国小学生ハンドボール大会
- 全日本ビーチハンドボール選手権大会

### 国内大会
日本ハンドボール協会（JHA）の主催 / 共催大会を記載する。

#### 一般
| 大会                       | ウェブサイト |  | 前回優勝 | 回数 |  | 最新シーズン |
| リーグ戦                   |              |  |          |      |  |              |
| 日本ハンドボールリーグ     | 公式         |  |          |      |  | 2024-25 詳細 |
| カップ戦                   |              |  |          |      |  |              |
| 日本ハンドボール選手権大会 | 公式         |  |          |      |  | 2025 詳細    |

| 大会                       | ウェブサイト |  | 前回優勝 | 回数 |  | 最新シーズン |
| リーグ戦（女子）           |              |  |          |      |  |              |
| 日本ハンドボールリーグ     | 公式         |  |          |      |  | 2024-25 詳細 |
| カップ戦（女子）           |              |  |          |      |  |              |
| 日本ハンドボール選手権大会 | 公式         |  |          |      |  | 2025 詳細    |

## 組織構成
- 各都道府県協会
- 全日本社会人ハンドボール連盟 (旧・全日本実業団ハンドボール連盟)
- 全日本学生ハンドボール連盟
- 全国高等学校体育連盟ハンドボール部
- 日本中学校体育連盟ハンドボール競技部
- 全国高専ハンドボール連盟
- 日本車椅子ハンドボール連盟

## 歴代会長
- 平沼亮三 (1938年 - 1942年)
- 永井松三 (1942年)
- 式場隆三郎 (1946年 - 1965年)
- 鈴木達雄 (1967年)
- 田村正衛 (1969年 - 1977年)
- 斎藤英四郎 (1977年 - 1995年)
- 米倉功 (1995年 - 2003年)
- 渡邊佳英 (2003年 - 2017年)
- 湧永寛仁 (2017年 - 2023年)
- 金丸恭文 (2023年 - )

## 機関誌
機関誌として『ハンドボール』を発行していた。1961年に5月号を第1号として発行を開始。2021年4月号（第609号）をもって発行を修了した。